# Flanders Ladies Classic-Sofie De Vuyst 2018
La 1re édition du Flanders Ladies Classic-Sofie De Vuyst, a lieu le 18 août 2018. La course fait partie du calendrier international féminin UCI 2018 en catégorie 1.2 et de la Lotto Cycling Cup pour Dames 2018. Elle est remportée par la Française Séverine Eraud.

## Récit de la course
Séverine Eraud s'impose détachée devant Fien Delbaere. Le sprint du peloton est réglé par Lorena Wiebes. Elle remporte par la même occasion le classement général de la Lotto Cycling Cup.

## Classements

### Classement final
| \| Classement général \| Classement général \| Classement général \| Classement général \| Classement général \| \| Coureuse \| Coureuse \| Pays \| Équipe \| Temps \| \| ------------------ \| ----------------------- \| ------------------ \| ------------------------------------- \| ------------------ \| \| 1re \| Séverine Eraud \| France \| Experza-Footlogix \| 3 h 19 min 50 s \| \| 2e \| Fien Delbaere \| Belgique \| Autoglas Wetteren \| + 5 s \| \| 3e \| Lorena Wiebes \| Pays-Bas \| Parkhotel Valkenburg \| + 18 s \| \| 4e \| Kaat Hannes \| Belgique \| Jos Feron Lady Force \| + 20 s \| \| 5e \| Marjolein van 't Geloof \| Pays-Bas \| Lotto Soudal Ladies \| + 20 s \| \| 6e \| Nina Kessler \| Pays-Bas \| Hitec Products-Birk Sport \| + 20 s \| \| 7e \| Claudia Koster \| Pays-Bas \| Virtu Cycling Women \| + 20 s \| \| 8e \| Daniela Gaß \| Allemagne \| Servetto-Stradalli Cycle-Alurecycling \| + 20 s \| \| 9e \| Rasa Leleivytė \| Lituanie \| Aromitalia Vaiano \| + 20 s \| \| 10e \| Monique van de Ree \| Pays-Bas \| WaowDeals \| + 20 s \| |                         |           |                                       |                 |
| |                         |           |                                       |                 |
| Source : ProCyclingStats |                         |           |                                       |                 |
| Classement général |                         |           |                                       |                 |
| Coureuse | Coureuse                | Pays      | Équipe                                | Temps           |
| 1re | Séverine Eraud          | France    | Experza-Footlogix                     | 3 h 19 min 50 s |
| 2e | Fien Delbaere           | Belgique  | Autoglas Wetteren                     | + 5 s           |
| 3e | Lorena Wiebes           | Pays-Bas  | Parkhotel Valkenburg                  | + 18 s          |
| 4e | Kaat Hannes             | Belgique  | Jos Feron Lady Force                  | + 20 s          |
| 5e | Marjolein van 't Geloof | Pays-Bas  | Lotto Soudal Ladies                   | + 20 s          |
| 6e | Nina Kessler            | Pays-Bas  | Hitec Products-Birk Sport             | + 20 s          |
| 7e | Claudia Koster          | Pays-Bas  | Virtu Cycling Women                   | + 20 s          |
| 8e | Daniela Gaß             | Allemagne | Servetto-Stradalli Cycle-Alurecycling | + 20 s          |
| 9e | Rasa Leleivytė          | Lituanie  | Aromitalia Vaiano                     | + 20 s          |
| 10e | Monique van de Ree      | Pays-Bas  | WaowDeals                             | + 20 s          |

### Points UCI
| Position           | 1er | 2e | 3e | 4e | 5e | 6e | 7e | 8e à 10e |
| Classement général | 40  | 30 | 25 | 20 | 15 | 10 | 5  | 3        |